# Skrobna sintaza (maltozilni transfer)
Skrobna sintaza (maltozilni transfer) (EC 2.4.99.16, alfa1,4-glukan:maltoza-1-P maltoziltransferaza, GMPMT) je enzim sa sistematskim imenom alfa-maltoza 1-fosfat:(1->4)-alfa-D-glukan 4-alfa-D-maltoziltransferaza. Ovaj enzim katalizuje sledeću hemijsku reakciju
alfa-maltoza 1-fosfat + [(1->4)-alfa--glukozil] {\displaystyle \rightleftharpoons } fosfat + [(1->4)-alfa--glukozil]+2
Enzim iz bakterije Mycobakterija smegmatis je specifičan za maltozu.

## Literatura
- Nicholas C. Price; Lewis Stevens (1999). Fundamentals of Enzymology: The Cell and Molecular Biology of Catalytic Proteins (Third изд.). USA: Oxford University Press. ISBN 019850229X.
- Eric J. Toone (2006). Advances in Enzymology and Related Areas of Molecular Biology, Protein Evolution (Volume 75 изд.). Wiley-Interscience. ISBN 0471205036.
- Branden C; Tooze J. Introduction to Protein Structure. New York, NY: Garland Publishing. ISBN 0-8153-2305-0.
- Irwin H. Segel. Enzyme Kinetics: Behavior and Analysis of Rapid Equilibrium and Steady-State Enzyme Systems (Book 44 изд.). Wiley Classics Library. ISBN 0471303097.
- William P. Jencks (1987). Catalysis in Chemistry and Enzymology. Dover Publications. ISBN 0486654605.

## Spoljašnje veze
- Starch+synthase+(maltosyl-transferring) на 